# Candelabro a sette braccia (Essen)

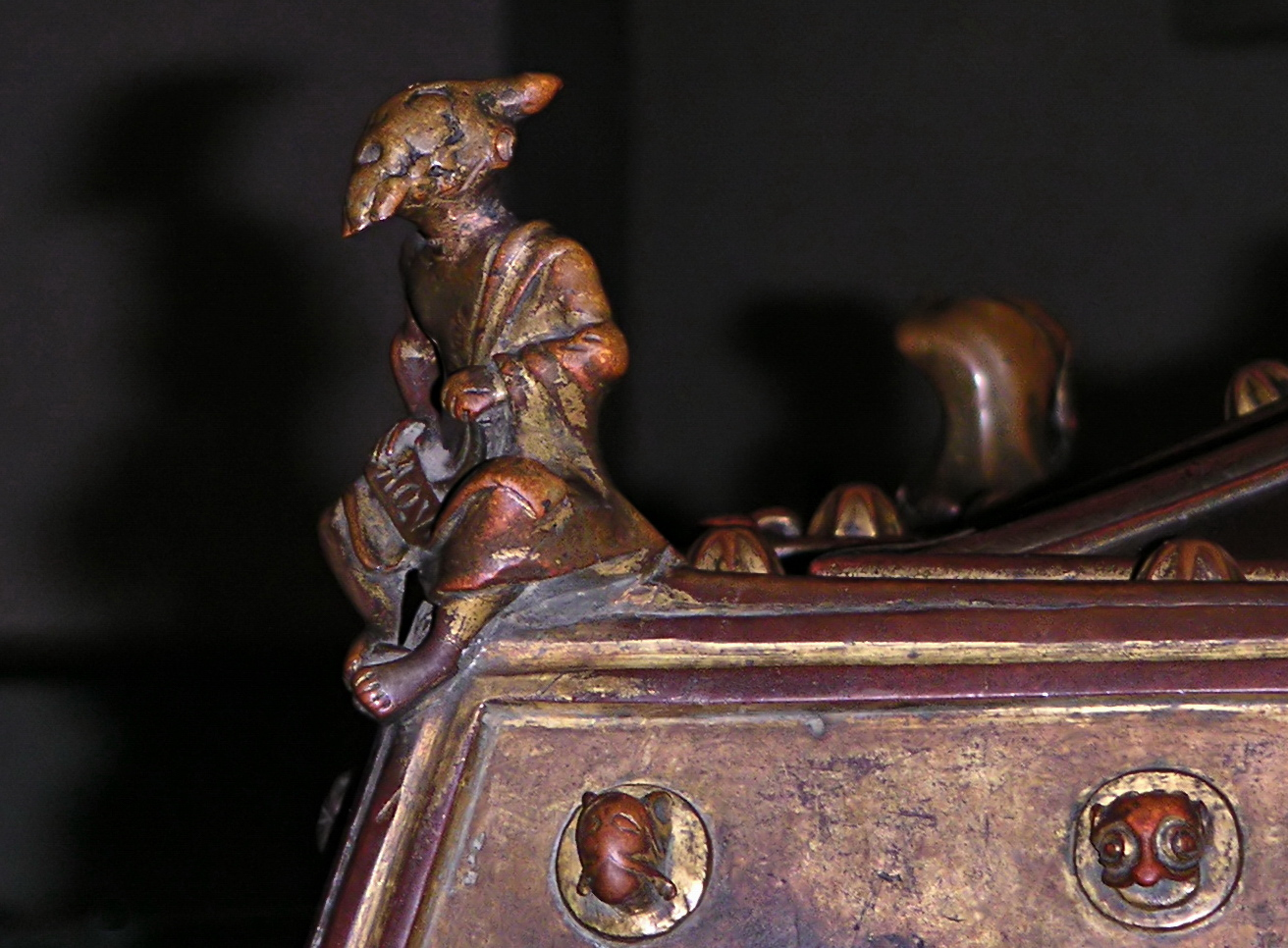
Satiro Nord

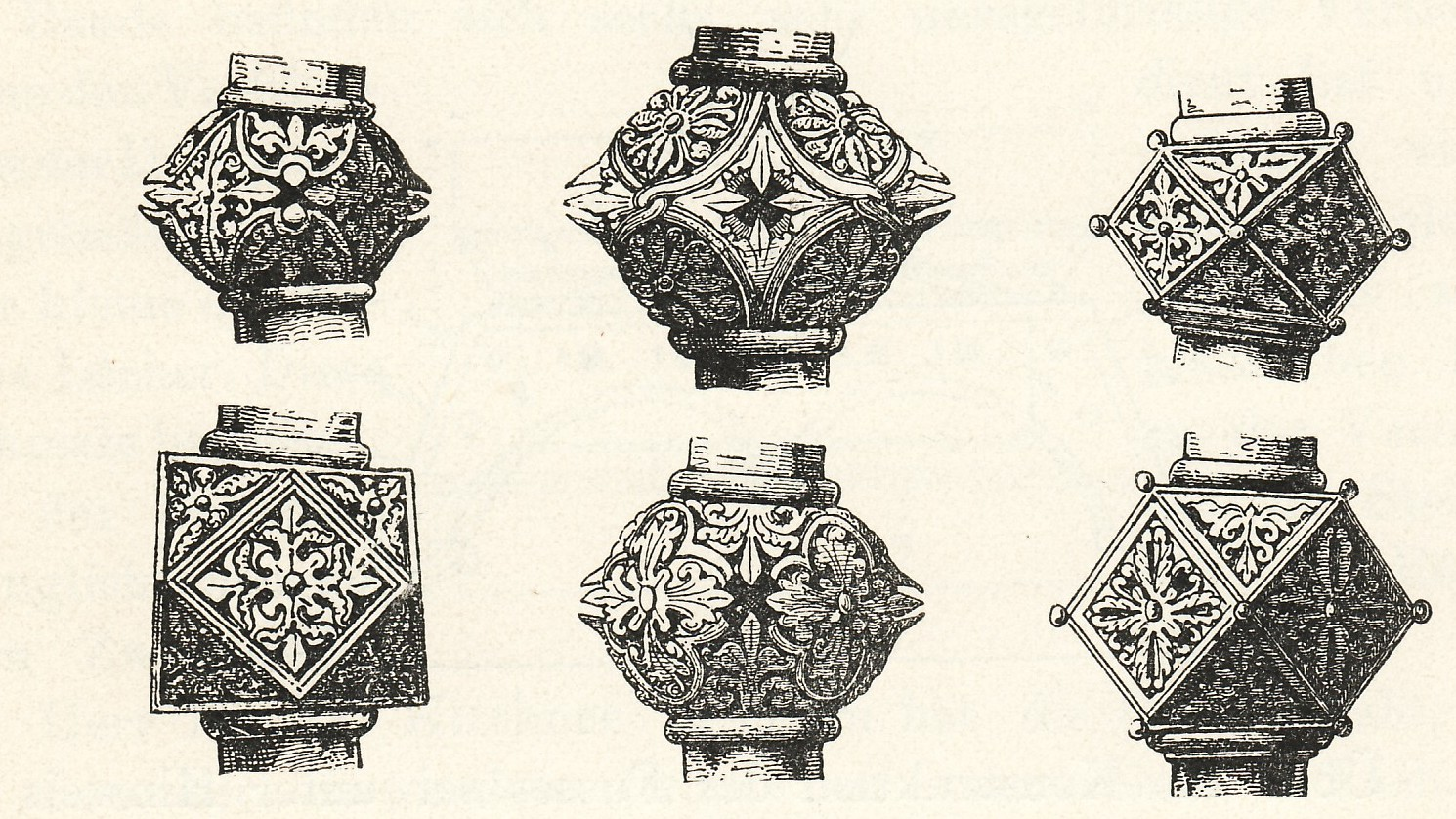
Disegni dettagliati dei pomelli (Georg Humann)

Il candelabro a sette braccia della cattedrale di Essen è un'opera in bronzo databile attorno all'anno 1000 e parte del tesoro della Cattedrale. Ad oggi, il candelabro è conservato al piano terra del westbau della cattedrale, davanti al coro occidentale. Il candelabro di Essen è il più antico candelabro a sette braccia sopravvissuto.

## Storia

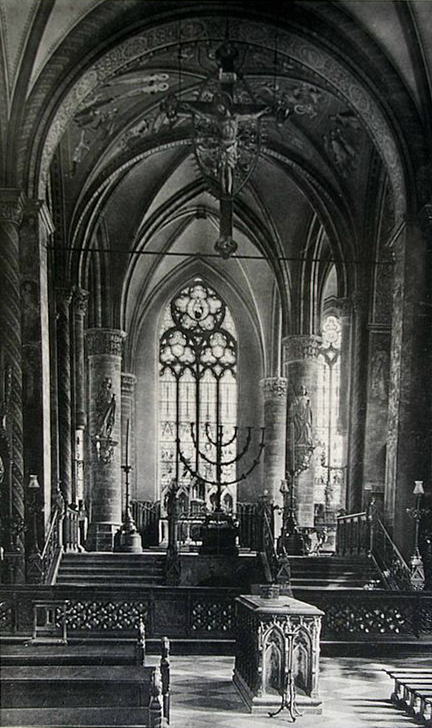
Il coro della chiesa cattedrale nel 1904, riconoscibili il candelabro nel coro e la tomba di Altfrid in primo piano.

L'iscrizione apposta sul basamento recita Mathild abatissa me fieri jussit et Christo consecravit ("La badessa Mathild mi ha commissionato e consacrato a Cristo"). Questa iscrizione permette di datare il candelabro, poiché Mathilde II di Essen fu badessa del monastero femminile di Essen dal 973 al 1011.
La posizione originale del candelabro è sconosciuta. Come lampadario commemorativo per Mathilde, potrebbe essere stato in un luogo legato alla tomba di Mathilde, che si ritiene si trovi nella cripta della collegiata. Il candelabro cambiò più volte la sua posizione, seguendo le progressive ristrutturazioni e ricostruzioni della chiesa. Nel XVI secolo, quando i sacri processi delle funzioni religiose furono registrati nella penna del Liber ordinarius, si trovava nella navata centrale vicino alla crociera e quindi vicino all'altare della Croce. Successivamente, fu spostato nel coro. La sua posizione attuale è stata assegnata nel westbau nel 1958, quando è stato necessario creare lo spazio per ospitare il nuovo vescovato per la riprogettazione del coro.
A causa del valore piuttosto basso del materiale, il candelabro fu meno minacciato dal saccheggio rispetto agli altri tesori d'arte nel tesoro della cattedrale. Mentre i preziosi tesori d'oro e d'argento come la Madonna d'Oro o la Croce di Matilde furono spostati o nascosti durante la Guerra dei Trent'anni, la Prima Guerra di Coalizione e l'occupazione della Ruhr, il candelabro a sette braccia fu smantellato e riposizionato solo dopo la Seconda Guerra mondiale. Per questo motivo, è sopravvissuto anche alla distruzione della cattedrale di Essen da parte di un raid aereo nella notte tra il 5 e il 6 marzo 1943.
Il candelabro è stato restaurato più volte, l'ultima nel 1987. Il candelabro è stato anche rilevato tramite fotogrammetria in tutti i dettagli, in modo da poterne eventualmente eseguire una copia esatta. Già nel 1873 furono realizzate due copie del candelabro, una per il Victoria and Albert Museum di Londra, l'altra per i musei di Berlino.

## Descrizione
Il candelabro è alto 2,26 metri e ha una luce di 1,88 metri. È realizzato in bronzo utilizzando il processo di fusione cava ed è composto da 46 parti singole, che sono stabilizzate all'interno da un telaio in ferro. Poggia su una base di pietra quadrata alta circa 60 cm, probabilmente uno spolia romano, forse un piedistallo o un altare della consacrazione. La base del candeliere consiste in quattro peducci inclinati sormontati da una copertura a forma di tenda, che si congiunge al tronco principale. I peducci poggiano su quattro artigli di leone tridattili. Agli angoli del piede sedevano quattro piccole figure in bronzo raffiguranti satiri, che rappresentavano i punti cardinali, ma solo la figura con l'iscrizione Aquilone (nord) si è conservata per intero. Altre due figure sono parzialmente conservate, i resti sono incisi con Oriens (est) e Occidens (ovest). La quarta figura, del tutto perduta, era probabilmente etichettata Meridies (sud). Il piede, riccamente articolato con nastri e rivetti a forma di piccole maschere diaboliche, termina in alto con un corpo a balaustra da cui si sviluppa il tronco del candeliere. Su questa estremità del piede c'è una fascia orizzontale con l'iscrizione prima descritta, che identifica la badessa Mathilde come committente.
Il tronco del lampadario è costituito da tratti di viticci verticali, ciascuno interrotto al centro da un pomello sferico. Le tre coppie di bracci si dipartono da tre pezzi di collegamento a forma di calice, che sono curvati in senso ellittico verso l'alto e terminano alla stessa altezza del piatto della candela che chiude il tronco. I bracci del lampadario sono lisci, decorati a intervalli regolari con pomelli sferici e poligonali alternati, che sono disegnati con ornamenti di foglie stilizzate e pietre preziose inserite (eliotropi, quarzo fumé, varie agate, ametiste, malachiti, diaspri e cristalli di rocca). In origine, l'intero lampadario era inoltre probabilmente dorato.
Poiché si possono determinare elementi bizantini negli ornamenti e influenze della Bassa Sassonia, si presume che il lampadario sia stato realizzato nella Germania nord-occidentale, forse a Hildesheim, luogo di realizzazione della porta di Bernoardo e della colonna di Cristo, altre importanti opere in bronzo dello stesso periodo. Tuttavia, l'effettivo luogo di produzione è incerto. Gli studi hanno comunque preso in considerazione Essen come luogo di fabbricazione sta prendendo in considerazione la produzione a Essen stessa: lo storico dell'arte Klaus Gereon Beuckers ha dimostrato che il reliquiario di San Marsus e la Croce di Matilde, che furono realizzati nello stesso periodo del candelabro, furono realizzati a Essen. Dato che il cliente doveva fornire il materiale, se la bottega di fusione si fosse trovata a Essen sarebbe stato in grado di monitorarne l'utilizzo durante la produzione.

## Interpretazione
La forma del candelabro a sette braccia nella cattedrale di Essen corrisponde alla menorah ebraica ed è derivata da un brano biblico dell'Antico Testamento, Esodo 37: 17-24. Nella prima cristianità, i "sette" simboleggiavano l'unità del divino e del terreno, poiché univa i "tre" della trinità e i "quattro" dei punti cardinali terrestri. Allo stesso tempo, il numero sette rappresentava i sette doni dello Spirito Santo, mentre il candelabro rappresentava Cristo stesso. Il lampadario di Essen simboleggia anche la luce del mondo, che brilla in tutte e quattro le direzioni del vento rappresentate dalle figure in bronzo del piede, per riportare tutte le persone a casa da Cristo alla fine della giornata. Questo riferimento al giudizio finale su tutte le persone e alla risurrezione dai morti permette l'interpretazione che la badessa Mathilde ne fece fare come suo candelabro commemorativo.

## Uso
Poco si sa sull'uso storico del candelabro. Il Liber ordinarius riproduce la situazione liturgica nel monastero di Essen quasi quattrocento anni dopo la sua realizzazione. Sebbene il cerimoniale ivi descritto sia probabilmente basato su modelli più vecchi, la misura in cui esso sia variato nel corso dei secoli non è nota. Oltretutto, Il candelabro è raramente menzionato nel Liber ordinarius. Alla Pentecoste, invece, era al centro della liturgia: si accendevano le candele, le monache si inginocchiavano intorno a lui e cantavano un inno al Cristo risorto.
Oggigiorno le candele del candelabro a sette braccia vengono accese nelle solennità e in altre occasioni particolarmente importanti, come le nomine dei vescovi.